# Isótopo

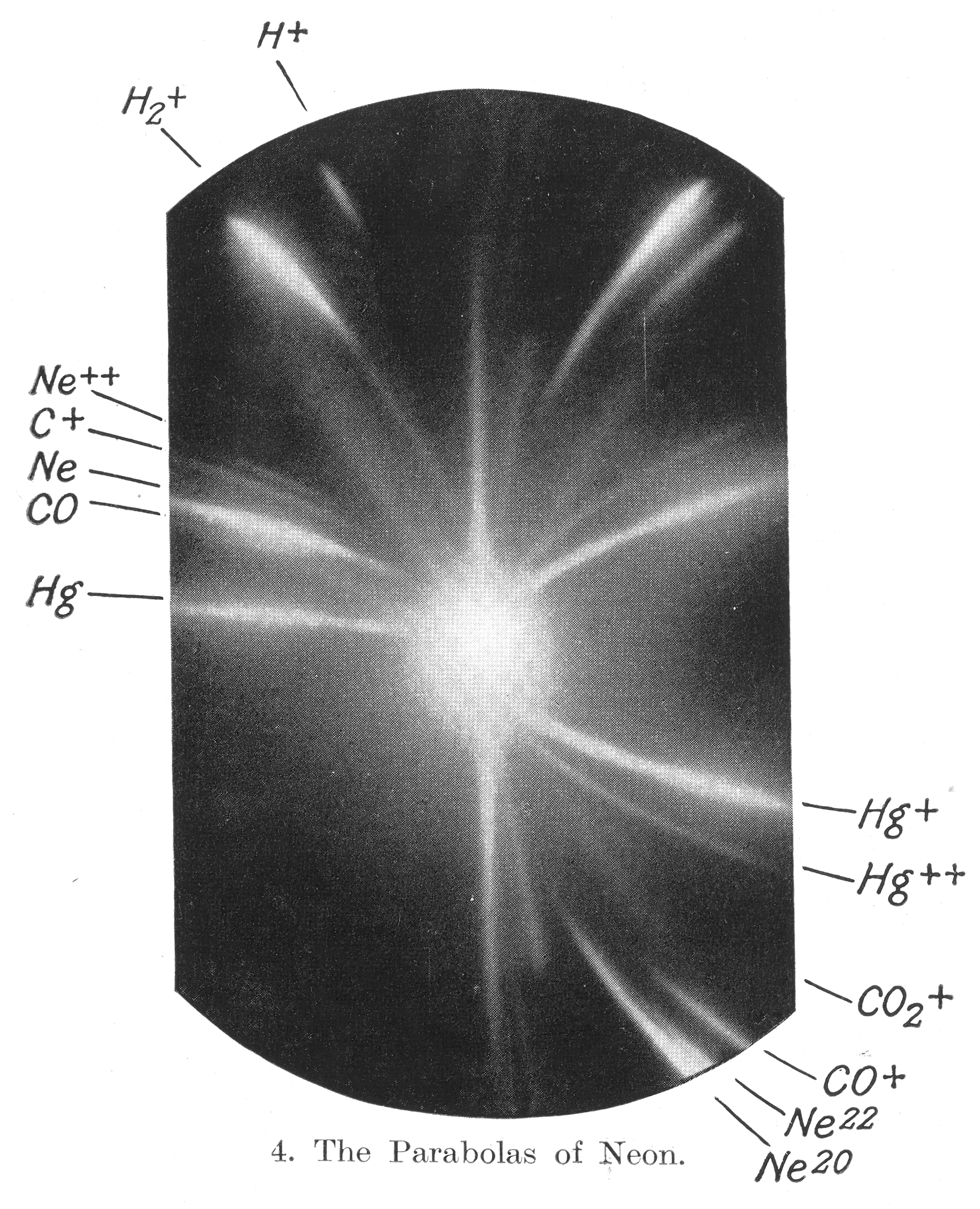
En la esquina inferior derecha de esta placa fotográfica de Joseph John Thomson están marcados los dos isótopos del neón: neón-20 y neón-22.

 Se denomina isótopos a los átomos de un mismo elemento cuyos núcleos tienen una cantidad diferente de neutrones, y por lo tanto, difieren en número másico.

Algunos isótopos de los elementos níquel (Ni), cobre (Cu) y zinc (Zn). Como en la mayoría de las tablas de isótopos, los elementos se organizan de abajo hacia arriba según su número atómico creciente, y los isótopos de izquierda a derecha según su masa creciente. Color negro: isótopos estables; azul: isótopos emisores de partículas beta negativo; rojo: isótopos emisores de partículas beta positivo.

La palabra isótopo (del griego: ἴσος isos 'igual, mismo'; τόπος tópos 'lugar', «en mismo sitio») se usa para indicar que todos los tipos de átomos de un mismo elemento químico (isótopos) se encuentran en el mismo sitio de la tabla periódica. Los átomos que son isótopos entre sí son los que tienen igual número atómico (número de protones en el núcleo), pero diferente número másico (suma del número de neutrones y el de protones en el núcleo). Los distintos isótopos de un elemento difieren, pues, en el número de neutrones.
La mayoría de los elementos químicos tienen más de un isótopo. Solamente 21 elementos (por ejemplo berilio o sodio) poseen un solo isótopo natural. En contraste, el estaño es el elemento con más isótopos estables, 10. 
Otros elementos tienen isótopos naturales, pero inestables, como el uranio, cuyos isótopos pueden transformarse o decaer en otros isótopos más estables, emitiendo en el proceso radiación, por lo que se dice que son radiactivos.
Los isótopos inestables son útiles para estimar la edad de una gran variedad de muestras naturales, como rocas y materia orgánica. Esto es posible, siempre y cuando se conozca el ritmo promedio de desintegración de determinado isótopo, en relación con los que ya han decaído. Gracias a este método de datación, se puede estimar la edad de la Tierra.

## Tipos de isótopos
Todos los isótopos de un  elemento tienen el mismo número atómico pero difieren en lo que actualmente se conoce como número másico.
Si la relación entre el número de protones y de neutrones no es la apropiada para obtener la estabilidad nuclear, el isótopo es radiactivo.
Por ejemplo, en la naturaleza el carbono se presenta como una mezcla de tres isótopos con números másicos 12, 13 y 14: 12C, 13C y 14C. Sus abundancias respecto a la cantidad global de carbono son respectivamente 98,89 %, 1,11 % y trazas.
- Isótopos naturales. Los isótopos naturales son aquellos que se encuentran en la naturaleza. Por ejemplo, el hidrógeno tiene tres isótopos naturales, el protio, el deuterio y el tritio. El tritio es muy usado en trabajos de tipo nuclear; es el elemento esencial de la bomba de hidrógeno.

Otro elemento que está formado por isótopos muy importantes es el carbono, que son el carbono-12, que es la base referencial del peso atómico de cualquier elemento, el carbono-13 que es el único carbono con propiedades magnéticas y el carbono-14 radiactivo, muy importante ya que su semivida es de 5730 años y se usa mucho en arqueología para determinar la edad de los fósiles orgánicos. El uranio-235 se usa en las centrales nucleares y en las bombas atómicas.
- Isótopos artificiales. Los isótopos artificiales se producen en laboratorios nucleares por bombardeo de partículas subatómicas o en las centrales nucleares. Estos isótopos suelen tener una vida corta, principalmente por la inestabilidad y radioactividad que presentan. Uno de estos es el cesio, cuyos isótopos artificiales se usan en plantas nucleares de generación eléctrica. Otro muy usado es el iridio-192 que se usa para comprobar la hermeticidad de las soldaduras de tubos, sobre todo en tubos de transporte de crudo pesado y combustibles. Algunos isótopos del uranio como el uranio-233 también se usan en tecnología nuclear.

Los isótopos se subdividen en isótopos estables (existen menos de 300) y no estables o isótopos radiactivos (existen alrededor de 1200). El concepto de estabilidad no es exacto, ya que existen isótopos casi estables. Su estabilidad se debe al hecho de que, aunque son radiactivos, tienen un periodo de semidesintegración extremadamente largo comparado con la edad de la Tierra. 
| Isótopo      | Núcleos por millón |
| ------------ | ------------------ |
| Hidrógeno-1  | 705 700            |
| Hidrógeno -2 | 23                 |
| Helio-4      | 275 200            |
| Helio-3      | 35                 |
| Oxígeno-16   | 5920               |
| Carbono-12   | 3032               |
| Carbono-13   | 37                 |
| Neón-20      | 1548               |
| Neón-22      | 208                |
| Hierro-56    | 1169               |
| Hierro-54    | 72                 |
| Hierro-57    | 28                 |
| Nitrógeno-14 | 1105               |
| Silicio-28   | 653                |
| Silicio-29   | 34                 |
| Silicio-30   | 23                 |
| Magnesio-24  | 513                |
| Magnesio-26  | 79                 |
| Magnesio-25  | 69                 |
| Azufre-32    | 39                 |
| Argón-36     | 77                 |
| Calcio-40    | 60                 |
| Aluminio-27  | 58                 |
| Níquel-58    | 49                 |
| Sodio-23     | 33                 |

## Notación
Inicialmente los nombres de los isótopos de cada elemento que se iban descubriendo recibieron nombres propios diferentes al del elemento al que pertenecían. Así cuando se descubrieron tres isótopos del hidrógeno, recibieron los nombres de protio, deuterio y tritio. El núcleo del protio consta de un protón, el del deuterio de un protón y un neutrón, y el del tritio de un protón y dos neutrones.
Cuando se siguieron descubriendo isótopos de casi todos los elementos se vio que serían necesarios cientos o miles de nombres y se cambió el sistema de nomenclatura. Actualmente cada isótopo se representa con el símbolo del elemento al que pertenece, colocando como subíndice a la izquierda su número atómico (número de protones en el núcleo), y como superíndice a la izquierda su número másico (suma del número de protones y de neutrones). Así los isótopos del hidrógeno protio, deuterio y tritio se denotan 1
1H, 2
1H y 3
1H, respectivamente.
Como todos los isótopos de un mismo elemento tienen el mismo número atómico, que es el orden en la tabla periódica, y el mismo símbolo, habitualmente se omite el número atómico. Así para los isótopos del hidrógeno escribiremos 1H, 2H y 3H. Esto se hace porque todos los isótopos de un elemento particular se comportan de la misma manera en cualquier reacción química. Por ejemplo, un átomo del escaso isótopo de oxígeno que tiene número másico 18, se combinará exactamente igual con dos átomos de hidrógeno para formar agua que si se tratara del abundante átomo de oxígeno de número másico 16. Sin embargo cuando se están describiendo reacciones nucleares es útil tener el número atómico como referencia. 
En el caso de textos no científicos, como textos periodísticos, esta notación con subíndices y superíndices es incómoda, por lo que también se usa una notación consistente en el nombre del elemento unido por un guion al número másico del isótopo de que se trate. De esta forma los isótopos del hidrógeno 1
1H, 2
1H y 3
1H, también se pueden nombrar como hidrógeno-1, hidrógeno-2 e hidrógeno-3 respectivamente.
Estas son las reglas de nomenclatura científicamente aceptadas, correspondientes a la Nomenclatura de Química Inorgánica. Recomendaciones de 2005 (Libro Rojo de la IUPAC), tal y como se pueden encontrar en su sección IR-3.3.
Hay que recordar que los nombres de los elementos químicos son nombres comunes y como tales deben escribirse sin mayúscula inicial, salvo que otra regla ortográfica lo imponga.

## Radioisótopos

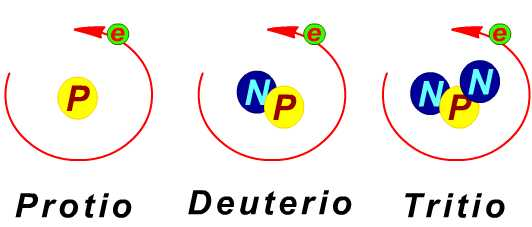
Diagrama de los isótopos del hidrógeno.

Los radioisótopos son isótopos radiactivos ya que tienen un núcleo atómico inestable y emiten energía y partículas cuando se transforman en un isótopo diferente más estable. La desintegración puede detectarse con un contador Geiger o con una película fotográfica. 
La principal razón de la inestabilidad está en el exceso de protones o neutrones. La fuerza nuclear fuerte, que une protones y neutrones entre sí, requiere que la cantidad de neutrones y protones esté cerca de cierta relación. Cuando el número de neutrones es superior al que requiere esta relación el átomo puede presentar decaimiento beta negativo. Cuando el átomo tiene un exceso de protones (defecto de neutrones) suele presentar decaimiento beta positivo. 
Esto sucede porque la fuerza nuclear fuerte residual depende de la proporción de neutrones y protones. Si la relación está muy sesgada hacia uno de los extremos la fuerza nuclear débil responsable del decaimiento beta puede producir esporádicamente la pérdida de algún nucleón. Para números atómicos elevados (Z > 80) también se vuelve frecuente la desintegración alfa (que casi es mucho más frecuente cuando además hay exceso de protones).
Cada radioisótopo tiene un periodo de semidesintegración o semivida característico. La energía puede ser liberada principalmente en forma de radiación alfa (partículas constituidas por núcleos de helio), beta (partículas formadas por electrones o positrones) o gamma (energía en forma de radiación electromagnética).
Varios isótopos  radiactivos inestables y artificiales tienen usos en técnicas de radioterapia en medicina. Por ejemplo, un isótopo del tecnecio (99mTc, la «m» indica que es un isómero nuclear metaestable) puede usarse para identificar vasos sanguíneos bloqueados. 
Varios isótopos radiactivos naturales se usan en datación radiométrica para determinar cronologías, por ejemplo, arqueológicas.

## Aplicaciones de los isótopos
Las siguientes son varias de las aplicaciones de diferentes isótopos en diversas áreas, como la medicina:
- Cobalto-60. Para el tratamiento del cáncer porque emite una radiación con más energía que la que emite el radio y es más barato que este. Actualmente en desuso.
- Arsénico-73. Se usa como trazador para estimar la cantidad de arsénico absorbido por el organismo y el arsénico-74 en la localización de tumores cerebrales.
- Bromo-82. Útil para hacer estudios de hidrología tales como determinación de caudales de agua, direcciones de flujo de agua y tiempos de residencia en aguas superficiales y subterráneas, determinación de la dinámica de lagos y fugas en embalses.
- Oro-19. De gran aplicación en la industria del petróleo: perforación de pozos para búsqueda de petróleo, estudios de recuperación secundaria de petróleo, que se adelantan en la determinación de producción incremental e industria petroquímica en general.
- Fósforo-32. Es un isótopo que emite rayos beta y se usa para diagnosticar y tratar enfermedades relacionadas con los huesos y con la médula ósea.
- Escandio-46. Aplicable en estudios de sedimentología y análisis de suelos.
- Lantano-140. Usado en el estudio del comportamiento de calderas y hornos utilizados en el sector industrial.
- Mercurio-197. De aplicación en celdas electrolíticas.
- Nitrógeno-15. Se emplea a menudo en investigación médica y en agricultura. También se emplea habitualmente en espectroscopia de resonancia magnética nuclear (NMR).
- Yodo-131. Es uno de los radionucleidos involucrados en las pruebas nucleares atmosféricas, que comenzaron en 1945. Aumenta el riesgo de cáncer y posiblemente otras enfermedades del tiroides y aquellas causadas por deficiencias hormonales tiroideas, ya que la glándula tiroides tiene gran avidez por este elemento al ser una elemento indispensable en la síntesis de hormonas tiroideas. Es precisamente por esta circunstancia que el I-131 se utiliza en el tratamiento del carcinoma de tiroides y otras patologías tiroideas, como la enfermedad de Graves.
- Radio-226. En tratamientos para curar el cáncer de la piel.
- Tritio, 3H. El tritio tiene aplicaciones médicas como rastreador ya que al descomponerse, como hemos visto, emite electrones de baja energía pero no rayos (que es un tipo de radiación mucho más peligrosa). La bomba de hidrógeno es en realidad bomba de tritio.
- Tecnecio-99. Puede usarse para identificar vasos sanguíneos bloqueados. También utilizado en medicina nuclear para tratar ciertos tipos de cáncer.
- Lutecio-177. De uso en medicina nuclear para el tratamiento de cáncer de próstata.
- Oxígeno-18 y deuterio. Estos dos isótopos se usa muy comúnmente para inferir la temperatura de la tierra en el pasado.
- Carbono-14 radiactivo, muy importante ya que su semivida es de 5730 años y se usa mucho en arqueología para determinar la edad de los fósiles orgánicos.
- Uranio-235 se usa en las centrales nucleares y en las bombas atómicas.

### Utilización de las propiedades químicas
En el marcado isotópico, se usan isótopos inusuales como marcadores de reacciones químicas. Los isótopos añadidos reaccionan químicamente igual que los que están presentes en la reacción, pero después se pueden identificar por espectrometría de masas o espectroscopia infrarroja. Si se usan radioisótopos, se pueden detectar también gracias a las radiaciones que emiten. Los procesos de separación isotópica o enriquecimiento isotópico representan un desafío.